# 細雪純
細雪 純（ささめゆき じゅん、9月30日生）は、日本の漫画家。福島県二本松市出身。女性。

## 来歴・人物
- 1991年、『アニメディア』（学習研究社）臨時増刊号「AD・party」掲載の「魔神英雄伝ワタル」リレー漫画『それぞれの愛さがし』でデビュー。
- 現在既婚で2児の母である。
- 魑魅魍魎系の世界が好みで、幼少期の頃から「鬼にさらわれる娘」などの絵を描いていたという[1]。
- ら・むうんファン（サポートメンバー）の一人。高校時代に同人活動を通じて有里紅良と知りあう。自身の事情で一時、音信不通となったが、のちヒーロークロスライン企画で再会する。
- 北海道テレビ放送製作のテレビ番組『水曜どうでしょう』シリーズのファンである。

## 作品リスト

### 過去の作品

#### アニメパロディ（アニパロ）関係
- ☆勇者特急マイトガイン
- ☆勇者警察ジェイデッカー
- 勇者指令ダグオン
- 勇者王ガオガイガー
- ☆機動武闘伝Gガンダム
- 機動新世紀ガンダムX
- 獣戦士ガルキーバ
- 熱風海陸ブシロード SIDE:SUOU（キネマシトラスとの共同制作、原作：吉田直・ブシロード・ニトロプラス、脚本：ハラダサヤカ）

☆印は、一部の作品が『細雪百貨店』（学習研究社・1994年刊）に収録された。

#### その他

##### 連載
太字は細雪オリジナル作品
- ZZ〜ダブルゼット〜（コミックPocke連載、学習研究社、単行本全3巻）※初のオリジナル作品
- イカスじじい伝説Sandy&Johnny（コミックPocke連載、学習研究社、単行本全1巻）
- おきらくTABLE（コミックPocke連載、学習研究社、単行本全1巻）
- ジェネレイターガウル（原作：タツノコプロ企画室、コミックPocke・アニメディア連載、学習研究社、単行本全2巻）
- メルティランサー 蒼月の涙（企画：テンキー・原作：山下卓、月刊コミックNORA連載、学習研究社、単行本全1巻）
- 魔法戦士リウイ 紅炎のバスタード（原作：水野良、月刊ドラゴンジュニア、富士見書房、単行本全6巻）
- Kiyoshirou伝奇ファイル（原作：和田慎二、月刊ドラゴンエイジ、富士見書房、単行本全2巻）
- BLAZE 〜ブレイズ〜（月刊ドラゴンエイジ、富士見書房、単行本全2巻）
- HXL 銀河ロイドコスモX（原作：関智一、ヒーロークロスライン連載、講談社、単行本全1巻）
- CANAANスフィル（原作：チュンソフト「428 〜封鎖された渋谷で〜」、週2コミック! ゲッキン・YOMBAN連載、エモーション・角川グループパブリッシング、単行本全2巻）
- 花咲くいろは Green Girls Graffiti（原作：P.A.WORKS「花咲くいろは」、Webコミックゲッキン連載、単行本全2巻）
- 哄う合戦屋（原作：北沢秋、コミック乱連載、単行本全2巻）
- 異世界で土地を買って農場を作ろう（原作：岡沢六十四、comicブースト連載）

##### その他
- あすか120%FINAL（キャラクターデザイン・ボイスコレクションジャケットカバー担当、ファミリーソフト）
- Role&Roll24号テーブルトークRPG「魔法戦士リウイ」（挿絵担当、新紀元社）
- はじめてまんが絵本 仮面ライダーW へんしん! サイクロンジョーカー のまき（とみおか ゆりこ名義、原作：石ノ森章太郎、講談社）
- 週刊新マンガ日本史 第7号「坂上田村麻呂」（朝日新聞出版）
- 齋藤孝のゼッタイこれだけ!名作教室（挿絵担当、朝日新聞出版）